# The Mooche
The Mooche è un brano musicale jazz, composto da Duke Ellington e Irving Mills nel 1928. Il pezzo è nel filone del cosiddetto "jungle style" ed include il clarinetto e la tromba "muta" tipici dello stile di Ellington. James "Bubber" Miley fu tra i musicisti che incisero la versione originale della canzone.
Nel 1933 Ellington spiegò che il titolo della composizione era un riferimento ad "una certa andatura pigra tipica di alcuni degli abitanti di Harlem".